# Guerre du Kippour
Pour les articles homonymes, voir Kippour.
Conflit israélo-arabe
Batailles
- Opération Badr (1973)
- Bataille aérienne d'Ofira
- Première bataille du Mont Hermon
- Bataille de Lattaquié
- Deuxième bataille du Mont Hermon
- Bataille de Damiette (1973)
- Bataille aérienne d'El Mansoura
- Troisième bataille du Mont Hermon

La guerre du Kippour (en hébreu : מלחמת יום הכיפורים) ou guerre du Ramadan (en arabe حرب رمضان) ou guerre d'Octobre (en arabe حرب تشرين) ou guerre israélo-arabe de 1973 opposa, du 6 au 25 octobre 1973, Israël à une coalition militaire arabe menée par l'Égypte et la Syrie.
Le jour du jeûne de Yom Kippour, férié en Israël, qui coïncide en 1973 avec la période du ramadan, les Égyptiens et les Syriens attaquent par surprise simultanément dans la péninsule du Sinaï et sur le plateau du Golan, territoires respectivement égyptien et syrien occupés par Israël depuis la guerre des Six Jours.
Profitant d'une supériorité numérique écrasante, les armées égyptiennes et syriennes avancent durant 24 à 48 heures, le temps qu'Israël achemine des renforts. Même si les attaquants bénéficient toujours d'une large supériorité numérique, l'armée israélienne peut alors les arrêter. En une semaine, Israël retrouve son potentiel militaire et lance des contre-offensives qui lui permettent de pénétrer profondément en Syrie et de traverser le canal de Suez pour progresser au sud et à l'ouest en Égypte lorsque le Conseil de sécurité des Nations unies, en coopération avec les deux superpuissances soviétique et américaine, par l'intermédiaire du Royaume-Uni, demande un cessez-le-feu pour laisser place aux négociations. Alors que les armées israélienne et égyptienne se regroupent, les combats reprennent sur les fronts syriens et égyptiens après l'heure du cessez-le-feu, sur initiative israélienne. Sans en référer à l'état-major[réf. nécessaire], les officiers de terrain israéliens se servent de cette rupture du cessez-le-feu pour encercler l'adversaire.
L'incapacité des services secrets israéliens à anticiper l'attaque imminente suscite un séisme politique majeur, et notamment la démission de la Première ministre Golda Meir. Un document déclassifié en 2012 après la Commission Agranat montre qu'un agent, Ashraf Marwan, avait prévenu le directeur du Mossad, Zvi Zamir, le 5 octobre 1973, de l'imminence « d’un avertissement au sujet de la déclaration de guerre » mais que l'information n'était pas immédiatement remontée au vice-Premier ministre Yigal Allon,,.
La réussite militaire initiale égyptienne, la destruction de la ligne Bar-Lev et la profonde remise en question de la théorie de sécurité israélienne débouchent sur l'ouverture des négociations de paix qui aboutissent à la normalisation des relations entre Israël et l'Égypte. Cette normalisation est formalisée par les accords de Camp David en 1978. Contre l'engagement de ne plus attaquer Israël, encore respecté de nos jours, l'Égypte récupère la péninsule du Sinaï, occupée après la guerre des Six Jours de 1967. La frontière entre l'Égypte et Israël est rouverte et les populations des deux pays peuvent alors voyager chez leur ancien ennemi.
Dans le monde, la principale conséquence de cette guerre est le choc pétrolier de 1973, quand l'Opaep décide de l'augmentation de 70 % du prix du baril de pétrole ainsi que de la réduction de sa production.

## Contexte

### Situation des belligérants avant la guerre
Plusieurs guerres ont déjà eu lieu entre Israël et les pays arabes du Moyen-Orient depuis le plan de partage de la Palestine et la Déclaration d'Indépendance de l'État hébreu par David Ben Gourion en 1948. À l'issue de la guerre de 1967, Israël a conquis des territoires importants à ses voisins et construit des fortifications sur le Golan et dans le Sinaï afin de se protéger militairement des attaques ponctuelles qui survenaient sur les nouvelles frontières : les années 1967-1970 constituent en effet une période de guerre larvée entre l'État juif et ses voisins égyptien et syrien. 500 millions de dollars sont notamment dépensés en 1971 dans la construction de la ligne Bar-Lev le long de la rive orientale du canal de Suez.
Cependant, après la mort du président égyptien Gamal Abdel Nasser en septembre 1970, son successeur Anouar el-Sadate, bien que plus modéré, décide de restaurer la souveraineté de l'Égypte sur l'ensemble de son territoire. À la suite de la proposition de l'intermédiaire onusien Gunnar Jarring, Sadate se déclare « prêt à négocier un traité de paix avec Israël » contre un engagement israélien à appliquer la résolution 242 (1967) des Nations unies. Mais les dirigeants israéliens, méfiants, font prévaloir la sécurité militaire que leur assurait le contrôle du Sinaï. Aussi, certains analystes[Lesquels ?] expliquent qu'après 3 ans de pouvoir, la situation économique désastreuse de l'Égypte oblige Sadate à prendre des mesures impopulaires et qu'une opération militaire victorieuse contre Israël, même mineure, s'impose comme une bonne option pour lui rendre une certaine popularité auprès de son peuple miné par l'humiliation de 1967.
De son côté, Hafez el-Assad renforce prioritairement son armée en vue de rendre à la Syrie son rang de puissance militaire au sein des pays arabes. Il se prépare à reprendre le Golan par la force puis obtenir de plus grandes concessions israéliennes plus tard en appuyant les nouvelles revendications palestiniennes formulées par la jeune OLP de Yasser Arafat, le leader palestinien.
Par ailleurs, le roi Hussein de Jordanie craint d'entrer dans un éventuel nouveau conflit et surtout de nouvelles pertes pour son royaume (la Cisjordanie avait été perdue en 1967), d'autant que la crise du Septembre noir de 1970 a créé un froid entre Hussein et les positions syriennes et palestiniennes. L'Irak refuse de combattre au côté de la Syrie avec laquelle les relations sont tendues. Les armées libanaises quant à elles sont trop faibles pour prendre part aux combats.
Au cours des mois précédant le déclenchement de la guerre, Sadate tente une offensive diplomatique pour obtenir le soutien des pays de la Ligue arabe, du Mouvement des non-alignés et de l'Organisation de l'unité africaine.

### Escalade vers la guerre
À partir de 1972, Sadate annonce ouvertement que son pays est prêt à partir en guerre contre Israël, quitte à « sacrifier un million de soldats ». Son armée est renforcée par l'apport soviétique de Mig-21, missiles sol-air SA-6, de tanks T-62, de roquettes antichars RPG-7 et de missiles guidés anti-tanks AT-3 Sagger. Sur le plan stratégique, les généraux vaincus lors de la déroute de 1967 sont remplacés.
Les leçons de la précédente guerre sur le plan de l'armement amènent Sadate à menacer l'URSS de se tourner vers les Américains si l'Égypte ne reçoit pas d'armes à la pointe de la technologie. Les Soviétiques sont donc contraints d'équiper l'Égypte pour la rendre capable de concurrencer Israël, elle-même équipée par l'industrie militaire américaine.
L'Union soviétique cherche pourtant à éviter une nouvelle confrontation israélo-arabe pour ne pas se trouver en conflit ouvert avec les États-Unis, alors que la Détente est enclenchée et qu'ils ont peu d'intérêt à voir une déstabilisation du Proche-Orient.
Les deux super-puissances se rencontrent à Oslo en Norvège pour trouver les moyens de maintenir le statu quo entre les deux États. En apprenant cette information, les Égyptiens, qui se préparent à passer le Canal de Suez, décident d'expulser les Russes. En juillet 1972, 20 000 conseillers militaires soviétiques sont renvoyés d'Égypte et la politique extérieure égyptienne devient plus favorable aux Américains. Les Soviétiques estiment que les chances d'une victoire égyptienne sont faibles et qu'un assaut contre les fortifications de Suez pourrait être coûteux en pertes humaines. À plusieurs reprises, le président soviétique Brejnev tente d'éviter l'affrontement en recommandant à Israël de revenir aux frontières d'avant-1967.
Mais l'Égypte continue à menacer Israël et Sadate se dit prêt, le 24 octobre 1972, à entrer en guerre même sans le soutien de l'URSS. Des exercices militaires à grande échelle y compris chez ses voisins arabes maintiennent le niveau d'alerte maximum en Israël. Les commandements des armées arabes ont secrètement coordonné leur plan d'attaque. Le nom de code de l'opération conjointe entre la Syrie et l'Égypte est baptisée Opération Badr, qui signifie « Pleine Lune » en arabe (en référence à la bataille de Badr, l'une des premières victoires militaires de Mahomet contre les habitants de La Mecque pourtant supérieurs en nombre).

### Attaque surprise
Les services secrets israéliens, dans leur évaluation des risques d'une attaque, s'appuyaient sur plusieurs hypothèses de départ, dites la « Conception » :
- la Syrie n'aurait pas pu entrer en guerre sans l'Égypte ;
- un informateur égyptien, connu sous le nom de « L'Ange » ou « La Source », qui se trouve être le propre gendre de Nasser, Ashraf Marwan, précisa que l'Égypte souhaitait reconquérir l'ensemble du Sinaï mais que l'armée égyptienne attendait l'apport soviétique de chasseurs-bombardiers pour neutraliser les forces aériennes israéliennes et de missiles Scud dirigés vers les villes israéliennes pour dissuader d'éventuelles attaques contre les infrastructures égyptiennes[18] ;
- les chasseurs-bombardiers devaient arriver à la fin du mois d'août et nécessiter 4 mois de formation des militaires égyptiens. De plus, les observateurs signalaient que l'expulsion des conseillers soviétiques par les Égyptiens devait affaiblir l'armée égyptienne.

Ce sont ces hypothèses qui ont prévalu contre toutes les alertes signalées aux services israéliens.
En mai et août 1973, les exercices militaires effectués par les troupes égyptiennes à la frontière avaient mobilisé l'armée israélienne pour un coût de 10 millions de dollars par deux fois, jetant le discrédit sur la thèse d'une attaque imminente, et donnant plus de poids à la « Conception » du major-général Elie Zeira notamment, chef du renseignement militaire (Aman), au point qu'en septembre, le ministère de la défense étudie l'opportunité de réduire le temps de conscription.
Tout au long de la semaine précédant la fête religieuse de Yom Kippour, les exercices égyptiens se multiplient près du canal de Suez et des mouvements ont été observés à la frontière syrienne mais le renseignement israélien ne juge pas plausible une attaque sans l'armement soviétique.
Le roi Hussein de Jordanie refuse de joindre ses troupes aux troupes syriennes et égyptiennes. Il a pourtant très probablement (d'après Rabinovich[Qui ?]) été informé de l'attaque à venir en des termes imprécis lors de la préparation entre les dirigeants arabes. Dans la nuit du 25 septembre, le roi Hussein prend secrètement l'avion pour prévenir le Premier ministre israélien Golda Meir à Tel Aviv en Israël de l'imminence d'une attaque syrienne.
De façon assez surprenante, l'avertissement n'est pas pris en compte. D'après les rapports israéliens, malgré des dizaines de signes d’alerte, le Mossad continue à estimer improbable l'option d'une guerre déclenchée par les pays arabes. C'est la rencontre du chef du Mossad, Zvi Zamir, avec « Babel » en Europe qui finit par faire réagir le haut commandement des Forces de défense d'Israël à quelques heures de l'attaque. Des réservistes sont partiellement mobilisés. La mobilisation est facilitée[réf. nécessaire] par le fait que les soldats étaient généralement à la synagogue ou chez eux pour le jour du Yom Kippour.
Contrairement aux guerres précédentes, le facteur surprise est cette fois-ci utilisé contre les Israéliens.
De plus, les Israéliens ne comprennent pas à quel point l'armée égyptienne a changé :
- elle est mieux équipée et mieux entraînée. En effet, pour parer aux atouts israéliens que sont l'arme blindée et l'aviation, l'armée égyptienne s'est massivement équipée de missiles antichar et de missiles sol-air ;
- les généraux incompétents ont été limogés, et les conflits internes ont été réglés, procurant un commandement uni et cohérent ;
- les Israéliens pensent que les Égyptiens cherchent à détruire Israël, ce qui implique que les chars égyptiens traversent le Sinaï rapidement, là où ils peuvent être facilement neutralisés. Mais les Égyptiens adoptent une autre tactique : attaquer l'armée israélienne, mais en avançant seulement à l'abri derrière leur parapluie défensif anti-char et anti-aérien. C'est donc toute la doctrine militaire israélienne qui n'est plus valable, et dans ces conditions, les contre-attaques israéliennes deviennent très difficiles ;
- les services secrets égyptiens font un excellent travail de désinformation. Les Égyptiens noient continuellement les observateurs militaires de fausses informations sur des problèmes imaginaires de maintenance ou de manque de personnel formé sur les équipements avancés. De plus, certains avancent que l'agent israélien Ashraf Marwan est en fait un agent double, trompant ainsi les Israéliens sur les intentions réelles des Égyptiens.

### Absence d'attaque préventive israélienne

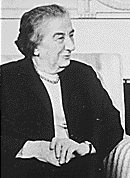
En apprenant l'imminence de l'attaque arabe, Golda Meir prit la décision controversée de ne pas déclencher d'attaque préventive comme cela avait été le cas en 1967.

La stratégie israélienne prévoit une attaque préventive si la guerre est imminente. Les services secrets doivent donner un préavis de 48 heures.
Pourtant, Golda Meir, Moshe Dayan, ministre de la défense et le général David Elazar se sont rencontrés le matin du Yom Kippour, 6 heures avant l'attaque. Dayan doute toujours de l'imminence de la guerre tandis qu'Elazar pense à une attaque planifiée en Syrie contre ses forces aériennes, puis ses missiles et ses forces au sol.
Mais l'argument qui joue est le risque qu'Israël puisse avoir besoin d'aide par la suite. Or une aide européenne peut être bloquée par des menaces arabes d'embargo sur le pétrole comme cela s'était déjà produit concernant des munitions. Israël ne peut donc compter que sur l'aide américaine qui est conditionnée par la première attaque. Si Israël avait attaqué en premier (même de façon préventive), aucune aide ne serait venue des États-Unis. Cela est confirmé plus tard par Henry Kissinger (ministre américain des affaires étrangères).

## Déroulement de la guerre

### Dans le Sinaï

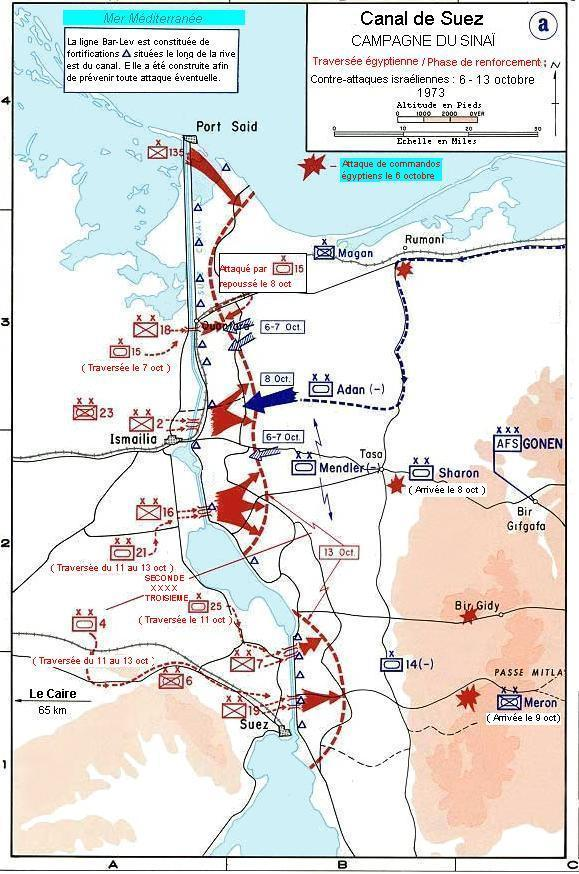
Carte présentant les mouvements d'unités autour du canal de Suez, entre le 6 et le 13 octobre 1973.

Le 6 octobre à 14 h, les forces armées égyptiennes déclenchent la guerre, en lançant leur aviation, commandée par Hosni Moubarak, dans des sorties en profondeur pour frapper les postes de commandement, des batteries, des stations de radars, et trois aéroports israéliens. Durant ces bombardements, les Égyptiens perdent onze avions, dont celui piloté par le frère du président égyptien, Atif Sadate.
Simultanément, un intense pilonnage d'artillerie et des infiltrations de commandos antichars Israéliens prépare la traversée du canal de Suez, qui s'ensuit rapidement, entraînant chez les Égyptiens la perte de 280 soldats sur les 8 000 qui constituent la première vague.
Ayant anticipé une rapide contre-attaque de l'armée israélienne, les Égyptiens ont équipé leurs soldats d'armes capables de détruire des tanks dont les missiles antichar AT-3 Sagger. Un soldat égyptien sur trois est armé contre les blindés. Les positions égyptiennes sur le canal de Suez sont surélevées de façon à obtenir un avantage certain pour tirer sur les tanks israéliens.
Contrairement à 1967, les unités égyptiennes choisissent de ne pas avancer au-delà de la couverture qu'assuraient leurs batteries de missiles sol-air qu'ils avaient installées pour protéger les lignes de cessez-le-feu de 1967. Les forces aériennes sur lesquelles Israël a misé l'essentiel de ses investissements militaires ne peut ainsi rien tenter contre elles.

#### Quatre mauvaises surprises pour les Israéliens

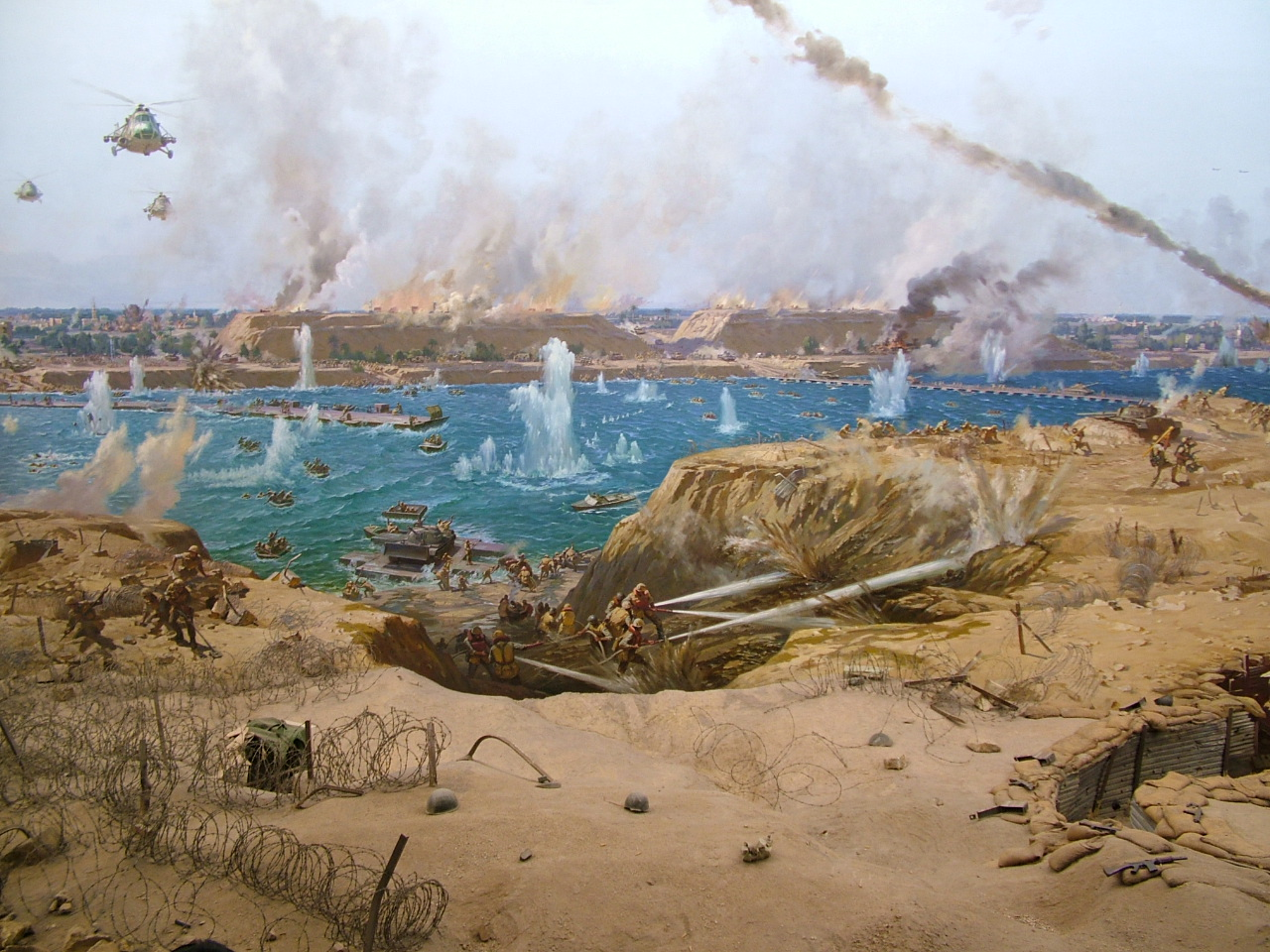
Génie égyptien en action sur la ligne Bar-Lev (détail du panorama du musée-mémorial égyptien de la guerre d'Octobre, peint en 1983).

- Génie égyptien en action sur la ligne Bar-Lev (détail du panorama du musée-mémorial égyptien de la guerre d'Octobre, peint en 1983).Avant la guerre, la majorité des experts occidentaux et israéliens s'accordent à estimer que la seule possibilité pour les Égyptiens de se rendre maître de la ligne Bar-Lev est d'utiliser des armes nucléaires tactiques. Un des points forts du dispositif israélien consistait à couvrir le canal de Suez de napalm pour brûler toute force armée ayant l'audace de tenter la traversée. Mais avant le déclenchement des opérations, les forces du génie égyptien sabotent ce dispositif.

L'infanterie égyptienne traverse le canal à bord de bateaux pneumatiques propulsés simplement à la rame, sous la protection d'un tir de barrage de l'artillerie égyptienne qui pilonne les positions israéliennes de la ligne Bar-Lev, obligeant ainsi les unités à se terrer dans les bunkers de protection.
Les forts de la ligne Bar-Lev cèdent tous aux assauts égyptiens, sauf un, le plus au nord.
- Outre les positions statiques, la ligne Bar-Lev est constituée de concentrations de blindés, destinés, selon la stratégie israélienne en cas d'attaque, à repousser l'infanterie ennemie, pour laisser au gros des armées blindées israéliennes le temps de se mobiliser, ce qui nécessite environ 48 heures. Les Israéliens ont alors une deuxième surprise de taille : toutes les attaques de blindés sont mises en échec par l'infanterie égyptienne, grâce à l'utilisation massive de missiles Malyutka (code OTAN AT-3 Sagger). Facilement transportable dans une petite valise, ce missile est mis en action par un seul soldat ; guidé par fil, il peut détruire un char jusqu'à 3 000 mètres. Avant cette guerre, jamais dans l'histoire militaire des forces d'infanterie n'ont réussi à mettre en déroute des blindés.
- La troisième mauvaise surprise pour les Israéliens, est l'échec initial de leur aviation. En effet, la stratégie israélienne est basée sur leur indéniable supériorité aérienne. Or les Égyptiens utilisent massivement les missiles antiaériens SA-6 Gainful, équipés d'un système de radar très sophistiqué. Les pertes israéliennes sont telles que l'état-major israélien interdit à ses avions de s'approcher à moins de 5 km du canal de Suez.
- La quatrième surprise est la capacité des Égyptiens à construire une vingtaine de ponts sur le canal alors que les services de renseignement militaire israéliens (AMAN) avaient estimé que cela était impossible pour les forces du génie égyptien.

#### Armée égyptienne en position de force

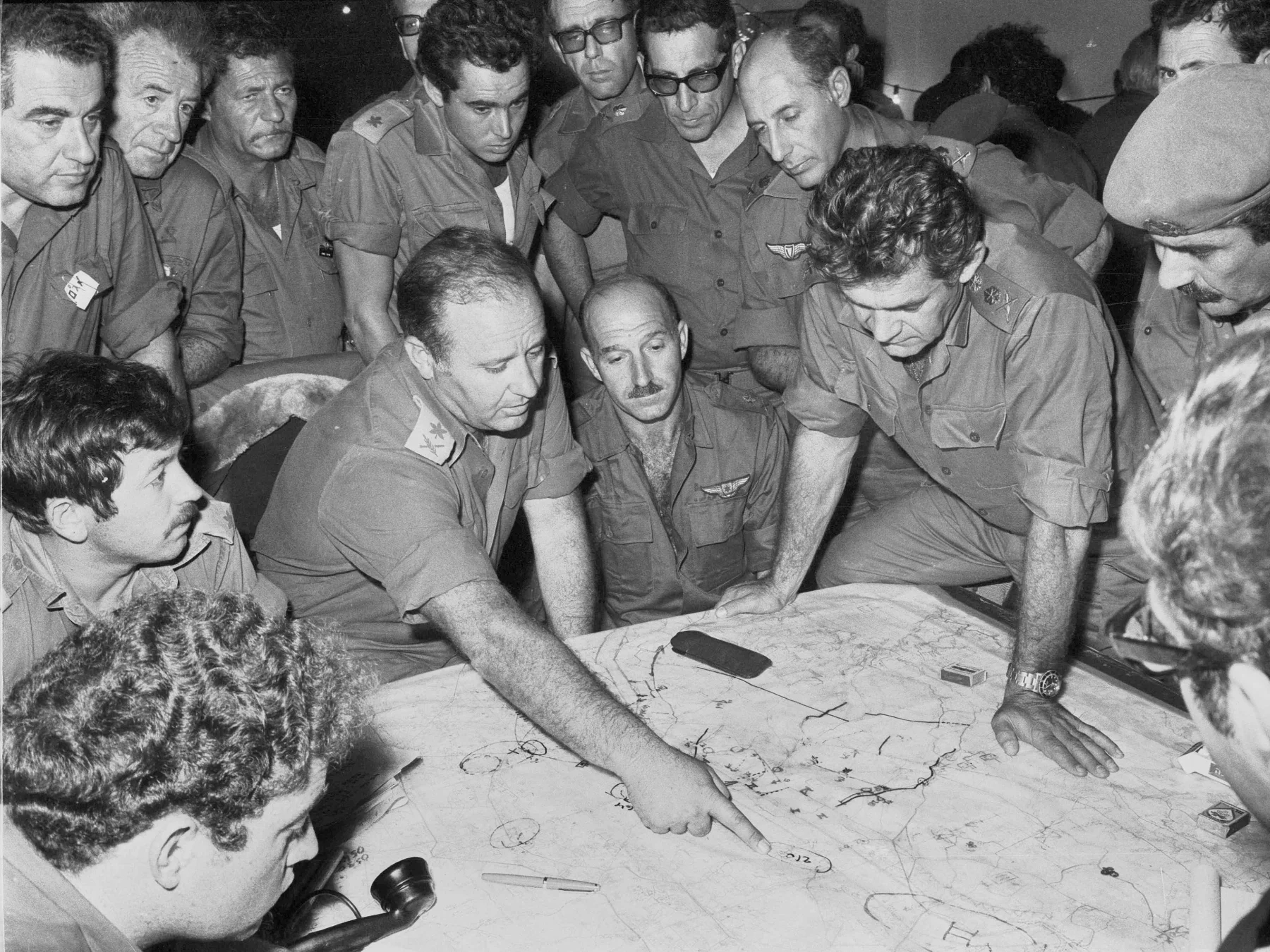
Le Commandement régional du Nord, en réunion durant la guerre du Kippour le 10 octobre 1973. On reconnait le chef d'état major David Elazar, qui a ses deux mains sur la table, Rehavam Zeevi, adjoint spécial du chef d'état major, debout avec des lunettes de soleil, ainsi que le général Yitzhak Hofi, qui montre du doigt un lieu sur la carte.

Le 6 octobre au soir, les Égyptiens ont réussi à faire traverser le canal à 60 000 hommes et cinq divisions mécanisées. La 18e, la 12e, et la 6e constituent la deuxième armée, déployée sur la rive-est du canal entre les points faisant face à Port Saïd et Ismaïlia. Les 7e et la 19e divisions, face à une ligne joignant Ismaïlia à Suez, constituent la troisième armée.
L'armée égyptienne adopte alors une position défensive, tactique plus avantageuse dans le désert, en restant dans une bande de 15 km le long de la rive est du canal. Elle est ainsi protégée par les missiles antiaériens placés à l'ouest du canal, qui empêchent l'aviation israélienne d'intervenir efficacement, et aux blindés de manœuvrer librement. Les différentes attaques israéliennes sont toutes repoussées et les Israéliens se voient infliger des pertes importantes. Shmuel Gonen (en) (qui a remplacé Ariel Sharon en tant que commandant du front sud seulement trois mois auparavant) ordonne une contre-attaque à Hizayon, alors que les chars israéliens y sont particulièrement exposés aux tirs de missiles Sagger. Le désastre qui en résulte, suivi par la contre-attaque nocturne des Égyptiens, n'est stoppé que par la division d'Ariel Sharon qui impose une accalmie relative. Les deux armées se posent alors dans une position défensive.
Le haut commandement israélien est pris au dépourvu par les capacités opérationnelles inattendues d'un ennemi égyptien qui avait été rapidement défait six ans auparavant, lors de la guerre des Six Jours. Mais ce conflit de 1967 pousse les généraux égyptiens à penser différemment et à révolutionner la stratégie militaire en inaugurant la guerre des missiles. Elazar effectue alors un remaniement dans le commandement des troupes israéliennes, en remplaçant, à la tête, Shmuel Gonen (en) par Bar-Lev, sorti de sa retraite. Moshe Dayan, ministre de la défense, fait des rapports alarmants sur l'état des opérations, alimentant, avec ses collègues, les craintes d'une « troisième destruction du Temple ». Les Israéliens sont en outre particulièrement sensibles à deux points : la durée de la guerre, et son coût en hommes.

#### L'erreur de Sadate
Après plusieurs jours d'attente, Sadate veut reprendre l'offensive dès le 11 octobre afin d'aider les Syriens en difficulté. Une crise de commandement l'oppose alors à Saad el-Shazly, chef d'état major. Ce dernier estime qu'une sortie des blindés hors de la protection du parapluie de missiles sol-air égyptien, mettrait les chars en danger (en effet, une brigade blindée égyptienne est anéantie en menant une attaque à l'est avant la tombée de la nuit). Tous les commandants des deuxième et troisième armées égyptiennes sont hostiles au développement d'une attaque en profondeur.
Néanmoins, Sadate, obstiné, lance le 14 octobre une attaque concentrée. Celle-ci se révèle un échec cuisant. 400 chars égyptiens attaquèrent 800 chars israéliens en position défensive, soutenus par la force aérienne. Le résultat est le tournant de la guerre du Kippour. Les Israéliens malmenés depuis le 6 octobre réussirent finalement à reprendre l'initiative : le 14 octobre, sur 400 chars égyptiens, 250 sont anéantis. En outre, pour développer cette attaque, Sadate utilise les 4e et 21e divisions blindées, vidant ainsi l'ouest du canal de Suez de réserves stratégiques, ce qui déséquilibre le dispositif général égyptien. Les généraux israéliens exploitent ce point faible en traversant le canal à leur tour, et en commençant à liquider au sol le redoutable dispositif égyptien de missiles SA-6 qui paralyse jusqu'alors quasi totalement l'aviation israélienne, et lui inflige, entre le 6 et le 14 octobre, les plus grandes pertes de son histoire.

#### Retournement de la guerre
À partir du 15 octobre, les Israéliens changent de tactique, et attaquent en utilisant cette fois leur infanterie qui s'infiltre à pied jusqu'aux batteries de missiles sol-air et antichars.
Une division commandée par le major général Ariel Sharon attaque la ligne égyptienne à son point le plus faible, à la limite entre les positions défendues par la deuxième armée égyptienne au nord, et la troisième armée au sud. Elle ouvre une brèche et atteint le canal de Suez. Une petite troupe passe le canal grâce à des canots pneumatiques, et constitue une tête de pont pour permettre le passage d'un grand nombre d'hommes. Une fois les missiles antiaériens et antichars neutralisés grâce à ces infiltrations, l'infanterie peut à nouveau compter sur le support de l'aviation et des blindés.
Au sud, la division de Avraham « Bren » Adan peut mettre en place un pont flottant dans la nuit du 16 au 17 octobre, et le traverser afin d'encercler la troisième armée égyptienne.
Sans ordres, Sharon attaque Ismaïlia avec sa division blindée pour tenter de couper le ravitaillement de la deuxième armée égyptienne. Il y a alors une crise de commandement, les supérieurs de Sharon lui reprochant ses insubordinations répétées. Sharon court-circuite la voie hiérarchique et obtient l'autorisation directement de Moshé Dayan. Cette bataille d'Ismaïlia dura quatre jours. Le terrain est totalement différent du Sinaï désertique, car il s'agit de domaines agricoles plantés de manguiers, configuration plus favorable à une défense d'infanterie. La division blindée 142 de Sharon, renforcée de deux brigades blindées et une brigade de parachutistes, est mise en échec par la 182e brigade de parachutistes épaulée par les 73e et 122e bataillons foudre (forces spéciales), et aidée par l'artillerie d'Abou Ghazala de la deuxième armée.
En même temps, au sud les batteries de missiles, côté est, sont en partie détruites.
Durant cette période décisive, le ravitaillement des armées belligérantes par l'URSS et les États-Unis est intense.
Avant que la guerre ne s'arrête, une division israélienne arrive à 101 kilomètres de la capitale égyptienne Le Caire. Il faut cependant relativiser ce chiffre car la ligne de front au début du conflit était à 110 km du Caire.

### Sur le plateau du Golan

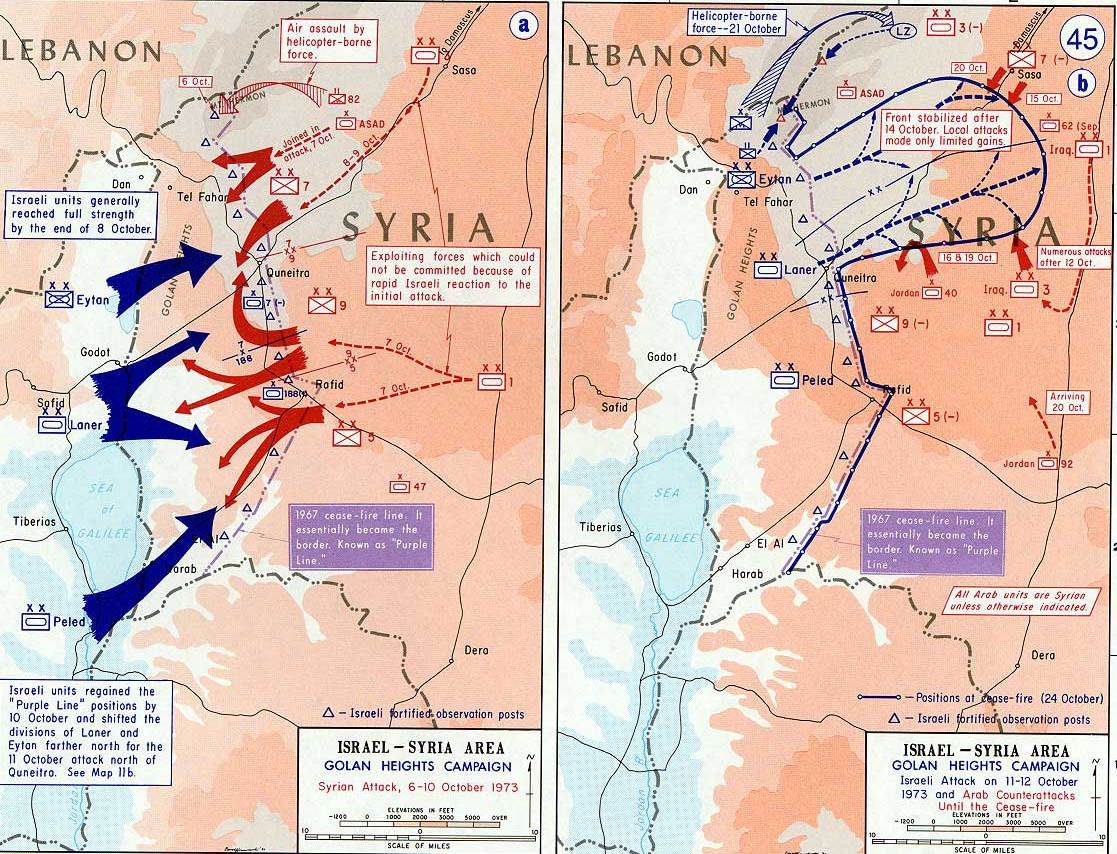
Offensive et contre-offensive sur le plateau du Golan.

Sur le plateau du Golan en altitude, les Syriens attaquent les Israéliens. Ils envoient cinq divisions et 188 batteries d'artillerie contre les deux brigades et les onze batteries de défense des Israéliens. Au moment de l'assaut, seulement 180 chars d'assaut font face aux quelque 1 400 chars syriens équipés pour les combats nocturnes. Des commandos syriens héliportés prennent immédiatement le plus important bastion de surveillance israélien sur le mont Hermon sur la chaîne Anti-Liban.
Les affrontements sur le plateau du Golan deviennent très vite la priorité des Forces de défense d'Israël qui y envoient le plus rapidement possible des réservistes mobilisés, car la chute du Golan permettrait aux Syriens de s'infiltrer facilement plus en avant dans le territoire israélien. Les réservistes sont envoyés directement dans des chars sur le front sans attendre même le calibrage des canons.

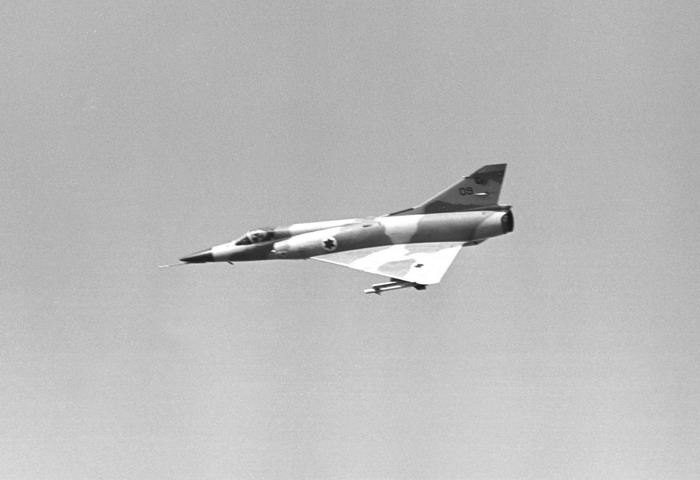
Un IAI Nesher au-dessus du Golan durant la guerre du Kippour.

Comme les Égyptiens dans le Sinaï, les Syriens utilisent les armes antichars fournies par les Soviétiques et restent sous la protection de leurs batteries de missiles SAM. Toutefois, les tirs contre les chars sont moins efficaces sur ce terrain que dans le désert.
Contrairement aux prévisions syriennes qui estiment que les réservistes israéliens n'arriveront sur le front qu'au bout d'une journée, Israël parvient à mobiliser ses unités et à les envoyer au front après seulement 15 heures de combat.
À l'issue du premier jour, les Syriens obtiennent une victoire. Ils sont sur le point de contrôler l'importante jonction de Nafekh (qui est aussi le quartier général israélien du plateau).
Puis, pendant quatre jours, la septième brigade israélienne commandée par Yanush Ben Gal résiste pour conserver le flanc Nord du quartier général de Nafekh. Au Sud, la brigade « Barak », non protégée par des obstacles naturels, essuie de lourdes pertes. Le commandant colonel Shoham meurt dans les premiers jours de combat alors que les Syriens tentent désespérément d'avancer pour atteindre le lac de Tibériade.
Le vent tourne à partir du 8 octobre, à l'arrivée des nouveaux réservistes israéliens qui parviennent à bloquer l'offensive syrienne puis, le 10 octobre, à la repousser au-delà de la Ligne Violette, la frontière d'avant la guerre.

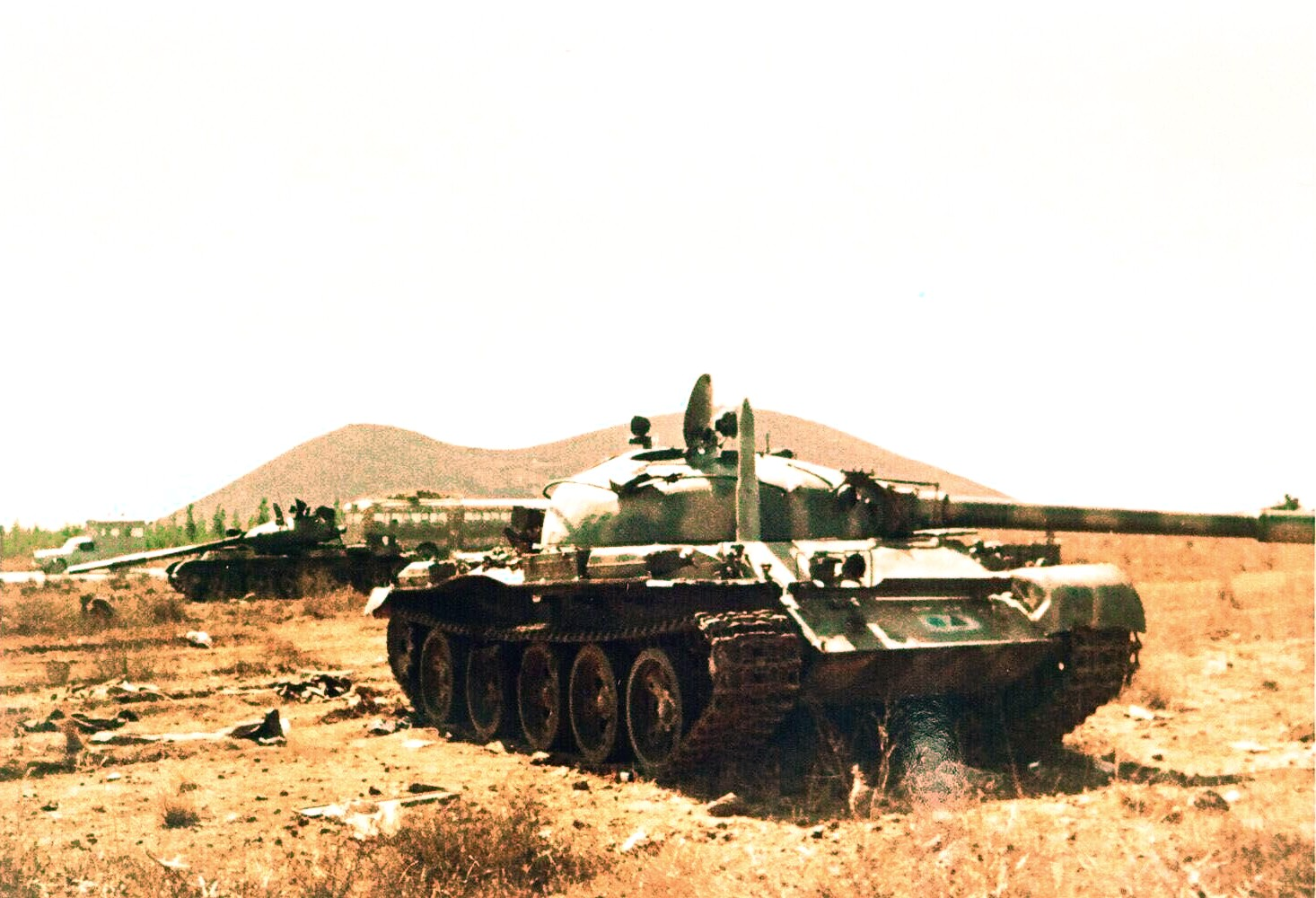
T-62 syriens hors de combat sur les hauteurs du Golan.

Rabinovich raconte que le débat est alors intense sur la question de continuer la contre-attaque à l'intérieur des frontières syriennes. La défaite de Shmuel Gonen (en) dans le Sinaï, deux jours auparavant, marque encore les esprits. Certains considèrent sage de rester sur la défensive sur le plateau du Golan plutôt que de s'engager sur les plaines syriennes, mais quatre jours auraient été nécessaires pour envoyer les troupes du Golan dans le Sinaï et le bilan global israélien était alors négatif : perte de terrain dans le Sinaï et statu quo dans le nord. La décision est donc prise de passer la Purple Line dès le 11 octobre.
Du 11 au 14 octobre, la poussée israélienne les amène à 40 km des banlieues de Damas en Syrie, qui sont à la portée de l'artillerie. Le roi Hussein de Jordanie décide alors que la situation exigeait l'intervention de son armée. Certaines sources rapportent ainsi qu'il fait le nécessaire pour envoyer des troupes jordaniennes en soutien aux Syriens tout en évitant d'être attaqué par les Israéliens à ses propres frontières. Ces derniers ne souhaitent pas non plus ouvrir un troisième front. Par ailleurs, l'Irak expédie quelque 30 000 hommes, 500 chars d'assaut et 700 APC. Les efforts combinés des armées arabes empêchent Israël d'avancer davantage.
Le 22 octobre, les brigades israéliennes récupèrent la position du mont Hermon malgré de lourdes pertes dues aux francs-tireurs syriens. Les pertes des attaques contre cette position sont lourdes mais le sommet du mont est occupé par une brigade parachutiste israélienne à la suite d'une brèche percée par un bulldozer D9 de l'infanterie.

Historique de la frontière sur le plateau du Golan.

### En mer
La bataille navale de Lattaquié entre Syriens et Israéliens se déroule le 7 octobre, second jour du conflit. C'est une victoire israélienne retentissante qui démontre notamment l'efficacité des navires militaires équipés des moyens d'auto-défense ECM. La marine israélienne acquiert définitivement la supériorité navale en Méditerranée face à ses voisins avec une seconde victoire, remportée le 9 octobre à Damiette sur la marine égyptienne.
Par ailleurs, tant la marine israélienne que son homologue égyptienne montent plusieurs attaques et opérations commando (menées par des nageurs de combat) contre les bases navales adverses.
À l'issue du conflit, le bilan de la guerre navale est très favorable à Israël qui s'impose très nettement face à ses adversaires, coulant ou endommageant gravement quinze bâtiments pour la perte de deux patrouilleurs légers (en mer Rouge, face aux Égyptiens).

### Contribution d'autres pays
L'Arabie saoudite et le Koweït fournissent une aide financière et, de façon symbolique, quelques militaires sur le front. Le Maroc envoie 6 000 soldats de ses forces armées royales côté syrien. Le Pakistan envoie seize pilotes et des troupes palestiniennes se joignent aussi aux armées arabes.
La Libye aurait également prêté plusieurs chasseurs Mirage achetés quelque temps plus tôt à la France, version contestée par les Français.
Concernant l'Algérie, sa force est composée de 2 100 soldats dont 192 officiers, un escadron de bombardiers tactiques Su-7 et d'un escadron de chasse MiG-21 qui arrivent aux environs du canal de Suez entre le 9 et le 11 octobre. Une brigade blindée de 150 chars arrive plus tard, ses éléments avancés le 17 octobre, le gros de la brigade le 24 octobre. Après la guerre, au début du mois de novembre, le gouvernement algérien en collaboration avec l'URSS, finance les réarmements égyptien et syrien pour une somme de 200 millions de dollars.
La Tunisie envoie un contingent de 1 200 soldats auprès des forces égyptiennes dans le delta du Nil. Le Soudan envoie 3 500 soldats. Des pilotes de la Corée du Nord et de l'Allemagne de l'Est participent également au conflit. La Corée du Nord perd au moins deux MiG-21, dont un par un tir ami égyptien (les Israéliens, pour leur part, ignorent la nationalité des avions ennemis). La radio ougandaise fait également mention de combattants ougandais.
L'Iran ne prends pas clairement parti, mais refuse de fournir ses F-4 Phantom II à Israël, tout en leur fournissant du matériel militaire. Souhaitant préserver ses liens avec l’Égypte de Sadate, l’Iran livre 600 000 tonnes de pétrole au Caire, autorise le survol de son territoire par les avions soviétiques ravitaillant l’armée syrienne, participe à l’envoi de troupes saoudiennes et à l’évacuation des blessés syriens depuis le front du Golan.
Les États-Unis organisent l'opération Nickel Grass qui permet aux Israéliens de se réapprovisionner après de fortes pertes dans le Sinaï.

## Cessez-le-feu et lendemain de guerre
Le Conseil de sécurité des Nations unies adopte le 22 octobre 1973 la Résolution 338 (1973), négociée par les États-Unis et l'Union soviétique, qui réaffirme la validité de la résolution 242 (1967), adoptée pendant la guerre des Six Jours et appelle toutes les parties (l'Égypte, la Syrie, Israël, la Jordanie) à un cessez-le-feu immédiat et à des négociations en vue « d'instaurer une paix juste et durable au Moyen-Orient ».
Le cessez-le-feu devient effectif douze heures plus tard à 19 h sur le terrain, à la tombée de la nuit.

### Situation de la troisième armée égyptienne encerclée
À cet instant, les forces israéliennes sont à quelques centaines de mètres de la route du Caire. Les généraux israéliens Elazar et Dayan s'accordent pour prendre la route qui part vers le sud et encerclent ainsi la troisième armée égyptienne à l'ouest du canal de Suez. Au matin, les vols de reconnaissance soviétiques observent l'avancée que l'armée israélienne a effectuée pendant la nuit et l'URSS accuse Israël de non-respect du cessez-le-feu. Surtout, cette situation offre aux États-Unis une opportunité stratégique : obtenir de l'Égypte qu'elle sorte définitivement de l'influence soviétique en échange de la troisième armée qui était encerclée sans ravitaillement par les troupes israéliennes, cependant beaucoup moins nombreuses.

### Menace nucléaire soviético-américaine
Brejnev envoie une lettre à Nixon dans la nuit du 23 au 24 octobre afin qu'Américains et Soviétiques assurent le respect du cessez-le-feu sur le terrain. Il menace même les États-Unis d'intervenir aux côtés de l'Égypte s'ils n'agissent pas dans ce sens.
Nixon, affaibli par le scandale du Watergate, n'est pas consulté par ses conseillers qui prennent des mesures d'apaisement pour mettre un terme à la crise avec l'URSS.
Le responsable soviétique Nikolaï Podgorny confie plus tard qu'il a été surpris par la peur des Américains. Les Soviétiques n'auraient probablement pas déclenché la Troisième Guerre mondiale à cause de cette guerre au Proche-Orient.
En réponse, les États-Unis baissent le niveau d'alerte du DEFCON et suggèrent à Sadate d'abandonner sa demande d'assistance aux Soviétiques, ce qu'il accepte le lendemain matin.
Les négociations aboutissent à un cessez-le-feu ratifié par l’ONU le 25 octobre 1973.

### Accalmie sur le front nord
Sur le front Nord, les Syriens planifient une contre-attaque massive pour le 23 octobre. Les cinq bataillons syriens sont aidés par deux bataillons irakiens et quelques troupes des autres pays arabes dont la Jordanie. Les Soviétiques remplacent tous les tanks perdus par les Syriens dans les premières semaines de combat.
Toutefois, la veille de l'attaque prévue, les Nations unies imposent le cessez-le-feu qui a déjà été accepté par l'Égypte et Israël sur le front sud. Le président syrien Hafez el-Assad décide d'abandonner l'offensive et accepte le cessez-le-feu le 23 octobre. L'Irak rappelle ses troupes.

### Négociations d'après-guerre
Les combats organisés prennent fin sur tous les fronts aux alentours du 26 octobre. Cela n'empêche pas des tirs sporadiques ni ne dissipe les tensions militaires liées à la troisième armée égyptienne toujours prisonnière et isolée sans ravitaillement.
Israël reçoit la menace de l'Américain Henry Kissinger de soutenir un retrait auprès de l'ONU, mais une proposition de Sadate auprès des États-Unis de négocier directement avec Israël le ravitaillement du contingent encerclé aboutit plus vite au cessez-le-feu définitif.
Les discussions ont lieu le 28 octobre entre les majors généraux Aharon Yariv (Israélien) et Muhammad al-Ghani al-Gamasy (Égyptien). En dépit des positions fortes affirmées par le 6e sommet des chefs d'État arabes tenu à Alger du 26 au 28 novembre 1973, ils s'accordent sur l'échange des prisonniers de guerre et les checkpoints israéliens ; un accord de paix est trouvé au sommet qui suivit à Genève.
Le 18 janvier, Israël signe un accord de retrait de la partie ouest du canal de Suez et retire ses troupes le 5 mars.
Un va-et-vient diplomatique de Henry Kissinger aboutit à un accord de désengagement le 31 mai 1974, fondé sur l'échange de prisonniers, le retrait israélien jusqu'à la Ligne Violette et l'établissement d'une zone tampon contrôlée par l'ONU. Une troupe d'observateurs des Nations unies est établie dans le Golan pour garantir la paix.

### Bilan de la guerre

#### Bilan humain
Côté israélien,, :
- 2 297~2 691 morts[30] ;
- 8 135 blessés.

Côté coalition arabe (Égypte, Syrie, Irak) :
- 9 500 morts ;
- 19 850 blessés.

## Conséquences à long terme de la guerre
Les discussions de paix qui se déroulent à la fin de la guerre du Kippour sont les premières menées directement entre des dirigeants arabes et israéliens.
Pour les Arabes (Égyptiens en particulier), le traumatisme de la défaite de la guerre des Six Jours est guéri, et cela leur permet d'une certaine façon de négocier avec les Israéliens sur un pied d'égalité. Toutefois, si le plan arabe pendant la guerre commence exactement comme prévu, il aboutit à démontrer qu'Israël ne peut pas être vaincu militairement. La conviction largement partagée est alors que des négociations de paix pourraient permettre d'obtenir ce qui n'a pas pu être gagné sur le terrain.
La population israélienne, quant à elle, est atterrée par le début difficile de la guerre et le manque de vigilance de ses militaires trop sûrs d'eux.
En réaction au soutien américain à Israël, les pays arabes décident, le 17 octobre 1973, d'un embargo sur le pétrole à destination des États occidentaux. Cela conduit au choc pétrolier de 1973.

### Crise politique en Israël
En Israël, cette guerre constitue un véritable choc. De nombreux mythes de la société israélienne s'effondrent : invincibilité de l'armée, infaillibilité des services de renseignement. La population israélienne n'a jamais connu jusqu'alors de crise morale aussi grave. Il faut attendre le marasme du conflit libanais, l'Intifada puis l'assassinat du Premier ministre Yitzhak Rabin pour assister à une remise en cause d'une telle importance. L'image de marque d'Israël s'est en outre dégradée à travers le monde, renforçant un peu plus l'isolement diplomatique de l'État hébreu. Ses relations privilégiées avec l'allié américain connaissent de réels soubresauts.
Quatre mois après la fin de la guerre, des protestations de colère commencent à s'élever contre le gouvernement israélien et contre Dayan en particulier. Une enquête sur les événements des premiers jours de la guerre et ceux l'ayant précédée est demandée : la commission Shimon Agranat.
Les résultats sont publiés le 2 avril 1974 et désignent six personnes ayant des responsabilités dans les erreurs ayant fragilisé Israël.
- le général David Elazar est poussé à la démission en raison des hypothèses erronées de la situation et du manque de préparation à la guerre ;
- Eli Zeira du Renseignement et le député Aryeh Shalev sont également poussés à la démission ;
- les lieutenants-colonels Bandman et Gedelia quittent les services secrets ;
- le commandant du front sud, Shmuel Gonen, est démis de ses fonctions dans l'Armée pour avoir mis des troupes dans une situation dangereuse ayant amené leur capture, après le rapport final de la commission, remis le 30 janvier 1975.

Les responsabilités de Moshé Dayan et Gold Meir ne sont pas reconnues, ce qui continue à mécontenter l'opinion publique israélienne qui réclame leur démission (surtout celle de Moshe Dayan).
Finalement, Golda Meir démissionne le 11 avril 1974, entraînant la fin de son gouvernement. Meir refuse auparavant la démission de Dayan par deux fois. Yitzhak Rabin, qui a été le conseiller d'Elazar, prend la tête du nouveau gouvernement en juin.

### Conflit riche en enseignements militaires
La guerre du Kippour apparaît en définitive comme un conflit plus équilibré et plus disputé que l'image qui en a souvent été présentée. Le rapport des forces en présence s'est avéré moins déséquilibré que ce que les autorités arabes et israéliennes ont longtemps laissé entendre. L'impact réel de l'aide matérielle fournie par les deux grandes puissances à leurs alliés respectifs n'est pas aussi décisif que ce que les Américains et les Soviétiques ont longtemps prétendu.
Cette guerre a constitué le premier conflit mécanisé de haute intensité depuis la fin de la Seconde Guerre mondiale. Elle a démontré l'importance du renseignement pour contrer l'effet de surprise. Elle a permis de valider, de nuancer ou de rejeter certains concepts opérationnels. Elle a servi de banc d'essai à de nombreuses armes récentes qui n'avaient pas eu l'occasion de subir l'épreuve réelle du feu. Elle a démontré une nouvelle fois que le facteur humain jouait toujours un rôle essentiel dans la conduite de la bataille.
La haute technologie a eu un impact considérable sur le déroulement des combats. La notion de C3I s'est imposée comme une donnée fondamentale du combat moderne. L'efficacité des missiles, bien que réelle, a cependant été exagérée. Le char et l'avion ont démontré qu'ils restaient les vecteurs essentiels du combat mécanisé à condition de s'intégrer dans un environnement interarmes leur assurant soutien et protection. Si l'aviation militaire a joué un rôle important pendant le conflit, celle-ci n'a pas été aussi décisive qu'en juin 1967. À l'inverse de la guerre des Six Jours, ce sont en effet les chars qui ont cette fois-ci ouvert la voie aux avions. La puissance et l'efficacité de l'arme aérienne ont donc été surestimées, comme peu de temps auparavant lors de la guerre du Viêt Nam.
Une fois de plus, les événements ont démontré que la guerre se perdait ou se gagnait au sol. De manière plus globale, la nécessité d'une approche interarmées voire interalliée s'est imposée comme l'un des enjeux majeurs pour la conduite efficace d'un conflit d'envergure[réf. nécessaire].

### Accords de Camp David
Le gouvernement Rabin, mis en difficulté par des scandales, est obligé de provoquer des élections anticipées en 1977. Le parti du Likoud remporte alors ces élections et forme un gouvernement avec pour premier ministre Menahem Begin.
Le président égyptien Anouar el-Sadate, qui est entré en guerre pour récupérer le Sinaï, est contrarié par le rythme lent des négociations de paix. En novembre 1977, il fait un pas inattendu en faisant un voyage officiel en Israël durant lequel il tient un discours historique devant la Knesset, devenant ainsi le premier leader arabe à reconnaître de facto l'existence d'Israël.

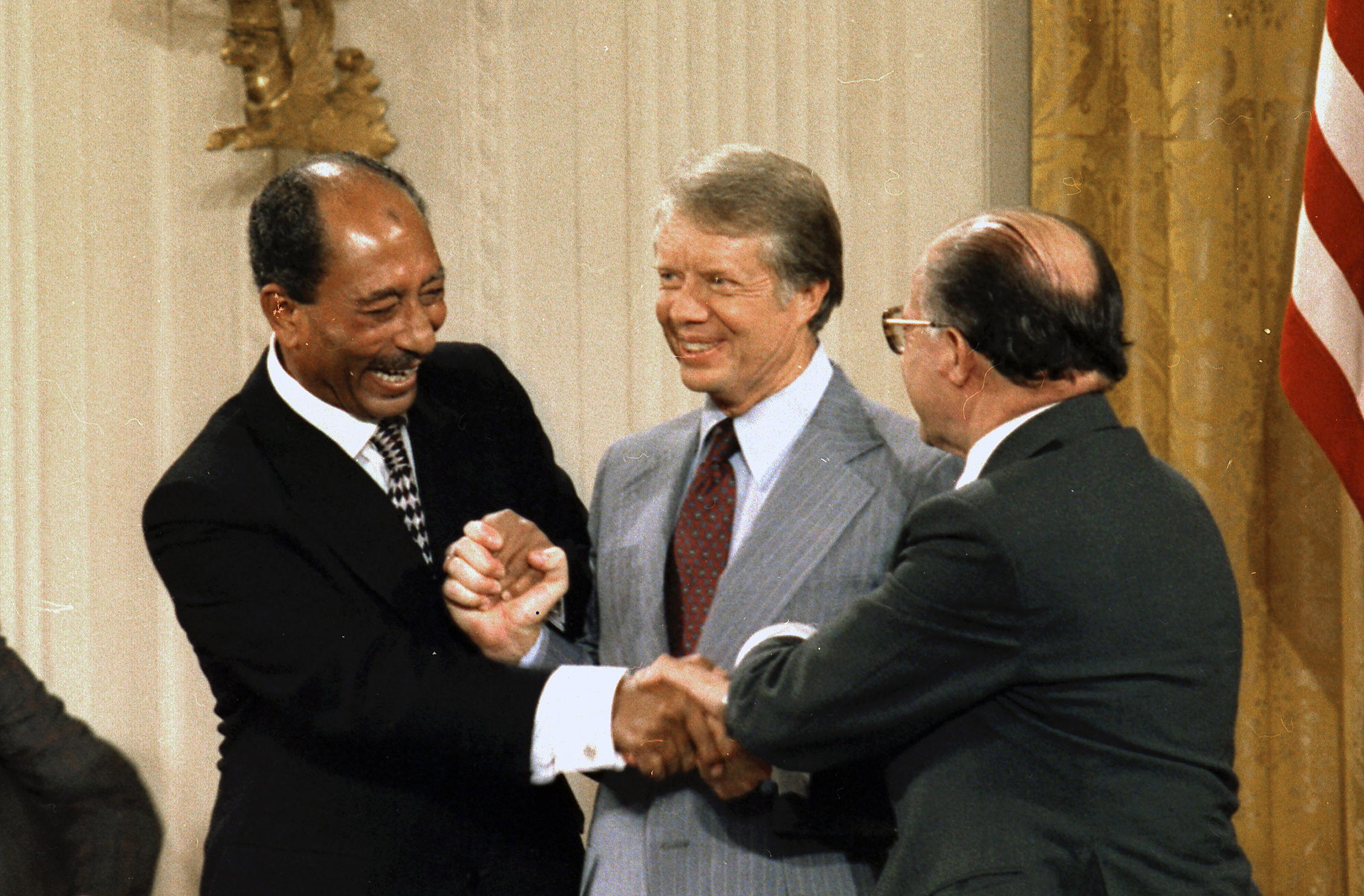
Anouar el Sadate, Jimmy Carter et Menachem Begin aux accords de Camp David (1978)

Ce geste accélère le processus de paix. Le président américain Jimmy Carter invite alors ensemble Sadate et Begin à un sommet à Camp David pour négocier une paix définitive. Les discussions se déroulent du 5 au 17 septembre 1978 et aboutissent au traité de paix israélo-égyptien de 1979. Israël retire ses troupes et ses implantations de toute la péninsule du Sinaï en échange de relations normales avec l'Égypte et d'une paix durable.
Beaucoup dans la communauté arabe sont scandalisés par ce traité de paix signé par l'Égypte avec Israël. L'Égypte est exclue de la Ligue arabe. Deux ans plus tard, le président Sadate est assassiné le 6 octobre 1981 alors qu'il assiste à un défilé commémorant le huitième anniversaire du début de la guerre. Ses assassins étaient des éléments de son Armée, appartenant à l'organisation du Jihad islamique égyptien fondée par des membres des Frères musulmans, qui désapprouvaient les négociations qu'il avait menées avec Israël.

### Œuvres littéraires inspirées ou traitant de la guerre du Kippour
- Walter Laqueur, La vraie guerre du Kippour, Éditions Calmann-Lévy, 1974, traduit de l'anglais, titre original Confrontation, 1973
- Robert Chavanac, Kippour au canal, Fleuve noir, coll. « Feu », 1975
- Henry Kissinger, Sortie de crise : Kippour 1973 – Vietnam 1975, Fayard, 2005
- Jacques Derogy, Jean-Noël Gurgand, Israël, la mort en face, Éditions Robert Laffont, 1974